# Sun Is Cycling
Sun is Cycling ist das vierte Studioalbum der deutschen Alternative-Metal-Band Nump. Es erschien am 20. Oktober 2017 bei Timezone Records.

## Entstehung
Bereits Ende 2013 arbeitete die Band an ersten instrumentalen Demoaufnahmen (damals noch mit den Gitarristen Kosa und Koch). Die andauernden Besetzungswechsel an der zweiten Gitarre verzögerten die Arbeiten am neuen Material und so entschlossen sich die übrigen Mitglieder das kommende Album auf eine Viererbesetzung zu konzeptionieren. 2016 schloss sich jedoch überraschend Dominik Heidinger, der für die Produktion des Albums zuständig ist, als zweiter Gitarrist der Band an.
Die Gesangsaufnahmen wurden im Sonic Storm Studio in Würzburg von Dominik Heidinger durchgeführt. Auf den Liedern Modern Slaves und Sun is Cycling ist außerdem Gastsängerin Alexandra Goeß-Schmitt von Hautnah zu hören.

## Hintergrund
Der Name des Albums ist auf ein Bild der Tochter von Thorsten Geschwandtner zurückzuführen. Dieses trägt den Titel Die Sonne fährt Fahrrad, welchen die Band wörtlich ins Englische übersetzt. Der Titeltrack Sun is Cycling bedient sich jedoch der Doppeldeutigkeit von cycling und bezieht sich auf den zyklischen Sonnenauf- und Untergang. So beschreibt der Titeltrack auch den Weg der Sonne über einen Tag verteilt und wie sie das Übel und die Bosheit der Menschheit wahrnimmt.
Noch während der Produktion wurden regelmäßig mehrere Teaser und Ankündigungsvideos zu Sun is Cycling auf Numps offiziellem YouTube-Kanal veröffentlicht.
Am 1. September 2017 wurde das in Eigenregie gedrehte Musikvideo zu Social Cancer auf Numps YouTube-Kanal veröffentlicht. Dieses Video wurde humoristisch mit Handpuppen und Kostümen inszeniert. Die Band ist lediglich am Ende des Videos zu sehen. Drehort ist das Sonic Storm Studio des Produzenten Dominik Heidinger.
Es folgten zwei Lyrics-Videos zu Blood on Their Hands und Cold at Night.
Ein Ankündigungsvideo zum Release der CD wurde in Form eines Zusammenschnittes von ungenutzten Aufnahmen und Behind-the-Scenes vom Videodreh zu Social Cancer veröffentlicht.
Das Album wird am 20. Oktober 2017 über das Label Timezone Records veröffentlicht. Schon der Vorgänger Eruption erschien über dieses Label.

## Lieder
Die gesamte Spieldauer von Sun is Cycling beträgt 52:13 min und umfasst 9 Lieder.
| Titelliste | Titelliste |
| --- | ---------- |
| 1. Fire – 7:39 (Geschwandtner, Seynstahl) 2. Social Cancer – 4:58 (Geschwandtner, Seynstahl) 3. Cold at Night – 6:09 (Geschwandtner, Seynstahl) 4. Modern Slaves – 4:18 (Geschwandtner, Seynstahl) 5. So far Away – 5:57 (Geschwandtner, Seynstahl) 6. How Sad a Fate – 5:03 (Geschwandtner, Seynstahl) 7. Bloodlines – 5:37 (Geschwandtner, Seynstahl) 8. Blood on their Hands – 6:33 (Geschwandtner, Seynstahl) 9. Sun is Cycling – 6:19 (Geschwandtner, Seynstahl) |            |

## Musikstil
Das Album ist musikalisch dem Modern Metal beziehungsweise Alternative Rock nahe. Weitere Einflüsse liegen im Progressive Metal. Es handelt sich um Musik, die vor allem von ihren häufigen Tempowechseln lebt. Die Texte sind sozialkritisch. Auch Groove Metal im Stile von Meshuggah ist auf dem Album zu hören.

## Kritiken
Marcus Schleutermann vergab im Rock Hard 367 6,5 Punkte und schrieb: „Das Ergebnis fällt daher unterschiedlich aus: Mal werden die Kompositionen durch die Exkurse mit überraschenden Spannungskurven aufgewertet, mal verlieren sie sich in nicht so recht zueinander passen wollenden Welten. Was dieses erfrischend unkonventionelle Album letztendlich dennoch über den Strich hebt, sind der tolle Gesang und die gleichermaßen fette wie transparente Produktion.“ Auf den Babyblauen Seiten vergab Siggy Zielinski 10 von 15 Punkten. „Insgesamt darf man Nump eine vorwiegend an Alternative Metal (dem Metal mit Alternative-Rock-Einflüssen) und Djent ausgerichtete Musik bescheinigen, die sehr energetisch die Gehörgänge massiert und wegen ihrer Vielseitigkeit auch in unserem Webzine die hoffentlich angemessene Behandlung erfährt.“